# Super Bowl XXXII
Super Bowl XXXII var den 32. udgave af Super Bowl, finalen i den amerikanske football-liga NFL. Kampen blev spillet 25. januar 1998 på Qualcomm Stadium i San Diego og stod mellem Denver Broncos og Green Bay Packers. Broncos vandt 31-24 og vandt dermed klubbens første Super Bowl nogensinde.
Kampens MVP (mest værdifulde spiller) blev Broncos running back Terrell Davis.
| NFL | Spire Denne artikel om NFL er en spire som bør udbygges. Du er velkommen til at hjælpe Wikipedia ved at udvide den. |